# Juicy J
Juicy J, pseudonimo di Jordan Michael Houston III (Memphis, 5 aprile 1975), è un produttore discografico e rapper statunitense, vincitore di un premio Oscar alla migliore canzone, originario di Memphis ed è il cofondatore-membro del duo Three 6 Mafia (conosciuto anche come Triple Six Mafia).
È anche il fratello minore di Project Pat, artista associato al gruppo rap.
Il suo secondo album da solista, Hustle Till I Die, fu pubblicato il 16 giugno 2009. Vinse un Oscar alla migliore canzone per "It's Hard out Here for a Pimp". Nel dicembre 2011 Juicy J ha confermato di far parte della Taylor Gang.
Juicy J è noto per il suo stile crunk e per gli effetti sonori di sottofondo. Emula anche artisti di classic soul come Willie Hutch, David Ruffin e Isaac Hayes.

## Discografia

### Album studio
Solisti
- 2002: Chronicles of the Juice Man
- 2009: Hustle Till I Die
- 2013: Stay Trippy
- 2017: Rubba Band Business
- 2020: The Hustle Continues
- 2023: Mental Trillness

con Three 6 Mafia
- 1995: Mystic Stylez
- 1996: Chapter 1: The End
- 1997: Chapter 2: World Domination
- 1999: CrazyNDaLazDayz (come Tear Da Club Up Thugs)
- 2000: Three 6 Mafia Presents: Hypnotize Camp Posse (come Hypnotize Camp Posse)
- 2000: When The Smoke Clears: Sixty 6, Sixty 1
- 2001: Choices
- 2003: Da Unbreakables
- 2005: Choices II: The Setup
- 2005: Most Known Unknown
- 2008: Last 2 Walk

In collaborazione con altri artisti
- 2016: Rude Awakening (con Wiz Khalifa & TM88, come TGOD Mafia)
- 2022: Stoner's Night (con Wiz Khalifa)
- 2022: Space Age Pimpin (con Pi'erre Bourne)
- 2023: Crypto Business (con Lex Luger & Trap-A-Holics)

### Mixtapes
Solisti
- 2009: The Realest Nigga In The Game (Hosted By: DJ Scream)
- 2011: Blue Dream & Lean (Hosted By: DJ Scream)
- 2012: Blue Dream & Lean: Reloaded
- 2015: Blue Dream & Lean 2
- 2015: 100% Juice
- 2015: O's to Oscars
- 2016: Lit in Ceylon
- 2016: Must Be Nice
- 2017: Gas Face
- 2017: Highly Intoxicated
- 2018: Shutdafukup

In collaborazione
- 1994: Volume 2: Da Exorcist (con Dj Paul)
- 2009: Play Me Some Pimpin (con Project Pat) (Hosted By: Trap-A-Holics)
- 2009: Cut Throat (con Project Pat) (Hosted By: DJ Smallz & DJ Kay Slay)
- 2009: Play Me Some Pimpin 2 (con Project Pat) (Hosted By: DJ Drama)
- 2010: Cut Throat 2 (Dinner Thieves) (con Project Pat) (Hosted By: DJ Scream & DJ Whoo Kid)
- 2010: Convicted Felons (con Project Pat & Bank Mr. 912) (Hosted By: DJ Rell, DJ Boogaloo & Devin Steel)
- 2010: Rubba Band Business (con Lex Luger) (Hosted By: Trap-A-Holics)
- 2011: Rubba Band Business 2 (con Lex Luger) (Hosted By: Trap-A-Holics)
- 2011: Young Nigga Movement (con Lex Luger & V.A.B.P.) (Hosted By: Trap-A-Holics)
- 2011: Cocaine Mafia (con Project Pat & French Montana) (Hosted By: Evil Empire)

### Collaborazioni
con Taylor Gang
- 2012: TBA

con Katy Perry
- 2013: Dark Horse

con Justin Bieber
- 2013: Lolly

## Apparizioni come ospite
| Titolo                                         | Anno | Altro/i Artista/i                                              | Album                                     |
| ---------------------------------------------- | ---- | -------------------------------------------------------------- | ----------------------------------------- |
| "Don't Stand Too Close" (Produced by:)         | 1998 | Gangsta Boo, DJ Paul                                           | Enquiring Minds                           |
| "Suck a Little" (Produced by:)                 | 1998 | Gangsta Boo, DJ Paul                                           | Enquiring Minds                           |
| "Where Dem Dollars At" (Produced by:)          | 1998 | Gangsta Boo, DJ Paul                                           | Enquiring Minds                           |
| "Represent It"                                 | 1999 | Project Pat, DJ Paul, N.O.R.E.                                 | Ghetty Green                              |
| "Got Me Messed Up"                             | 1999 | Project Pat                                                    | Ghetty Green                              |
| "Sucks On"                                     | 1999 | Project Pat                                                    | Ghetty Green                              |
| "Ballers (Cash Money Remix)"                   | 1999 | Project Pat, Turk, Baby, Juvenile, Juicy J, Lil Wayne, DJ Paul | Ghetty Green                              |
| "Smackin Killa"                                | 2000 | Project Pat                                                    | Murderers & Robbers                       |
| "If You AIn't from My Hood" (Produced by:)     | 2001 | Project Pat, DJ Paul                                           | Mista Don't Play: Everythangs Workin'     |
| "Good and Hi"                                  | 2001 | Gangsta Boo                                                    | Both Worlds *69                           |
| "So Cut Throat" (Produced by:)                 | 2011 | Project Pat, Brisco                                            | Loud Pack                                 |
| "Kelly Green" (Produced by:)                   | 2011 | Project Pat                                                    | Loud Pack                                 |
| "Smokin' On" (Produced by: Drumma Boy)         | 2011 | Snoop Dogg, Wiz Khalifa                                        | Mac & Devin Go to High School             |
| "Body Work" (Produced by:)                     | 2011 | Pusha T, French Montana, Meek Mill                             | Fear of God II: Let Us Pray               |
| "Str8 Slammin'" (Produced by: SMKA)            | 2011 | Freddie Gibbs                                                  | Cold Day In Hell                          |
| "Brand New" (Produced by: Aone)                | 2012 | Young Buck                                                     | Bond Money                                |
| "My Favorite Song" (Produced by: Rob Holladay) | 2012 | Wiz Khalifa                                                    | Taylor Allderdice                         |
| "T.A.P." (Produced by: Spaceghostpurrp)        | 2012 | Wiz Khalifa                                                    | Taylor Allderdice                         |
| "Blindfolds" (Produced by: Harry Fraud)        | 2012 | Wiz Khalifa                                                    | Taylor Allderdice                         |
| "The Code" (Produced by: Lex Luger)            | 2012 | Wiz Khalifa, Lola Monroe, Chevy Woods                          | Taylor Allderdice                         |
| "They Point" (Produced by: Bangladesh)         | 2012 | E-40, 2 Chainz                                                 | The Block Brochure: Welcome to the Soil 1 |
| "My City On Lock" (Produced by: DJ Squeeky)    | 2012 | Drumma Boy, Lil Peanut                                         | Welcome To My City 2                      |
| "I'm Trippin" (Produced by: Rico Wade)         | 2012 | Future                                                         | Pluto                                     |
| "Yo Bitch Chose Me" (Produced by: Juicy J)     | 2012 | Twista                                                         | Reloaded                                  |

## Video musicali
| Titolo                           | Anno | Artista/i                                |
| -------------------------------- | ---- | ---------------------------------------- |
| "30 Inches"                      | 2009 | Juicy J, Project Pat                     |
| "Violent"                        | 2009 | Juicy J                                  |
| "Ugh Ugh Ugh"                    | 2009 | Juicy J, Project Pat, Webbie             |
| "North Memphis Like Me" (Remix)  | 2009 | Juicy J, Project Pat, V Slash            |
| "Lets Get High"                  | 2009 | Juicy J                                  |
| "Hood Sprung"                    | 2009 | Juicy J                                  |
| "Talkin Shit"                    | 2009 | Juicy J                                  |
| "Twerk"                          | 2009 | Juicy J, Project Pat                     |
| "They Want Me Gone"              | 2009 | Juicy J, Project Pat, Lil Reno           |
| "Convicted Felon"                | 2009 | Juicy J                                  |
| "Robbers, Killas, and Thieves"   | 2009 | Juicy J                                  |
| "Get Yo Ass Robbed"              | 2009 | Juicy J, Project Pat, V Slash            |
| "Break It Down"                  | 2010 | Juicy J, Project Pat                     |
| "Cali High"                      | 2010 | Juicy J, Project Pat                     |
| "Take A Loss"                    | 2010 | Juicy J, Jon Geezy                       |
| "Money Shit"                     | 2010 | Juicy J, Jon Geezy, Lil Reno             |
| "Stupid High"                    | 2010 | Juicy J, Lil Wyte                        |
| "Old Triple Six"                 | 2010 | Juicy J                                  |
| "I'm Gutta Bra"                  | 2010 | Juicy J, Lil Wyte, V Slash               |
| "I Be Flippin"                   | 2010 | Juicy J, Lil Lody                        |
| "Smith & Wesson"                 | 2010 | Juicy J                                  |
| "Ain't Shit Changed"             | 2010 | Juicy J                                  |
| "Bitch Get Me High High"         | 2010 | Juicy J, Lil Reno, V Slash               |
| "Bet Yo Bankroll"                | 2010 | Juicy J, Yo Yo Munie                     |
| "OG Masta Kush"                  | 2010 | Juicy J, Jelly Roll                      |
| "Last Piece of Change"           | 2010 | Juicy J, Billy Wes, Project Pat          |
| "That's What It Is"              | 2010 | Juicy J, Bank Mr. 912                    |
| "Yao Ming"                       | 2010 | Juicy J                                  |
| "Flip That Bitch A Few Times"    | 2011 | Juicy J                                  |
| "Black And Yellow" (Remix)       | 2011 | Wiz Khalifa, Snoop Dogg, T-Pain, Juicy J |
| "Smokin On"                      | 2011 | Wiz Khalifa, Snoop Dogg, Juicy J         |
| "Smokin And Sippin"              | 2011 | Juicy J                                  |
| "Stunna's Do"                    | 2011 | Juicy J, Billy Wes                       |
| "Talkin Bout (Bombay Gin Dance)" | 2011 | Juicy J                                  |
| "Boat Load (Inhale)"             | 2011 | Juicy J, Machine Gun Kelly               |
| "Shine"                          | 2011 | Juicy J, Billy Wes                       |
| "Niggas Got Problems"            | 2011 | Juicy J                                  |
| "So Much Money"                  | 2011 | Juicy J                                  |
| "Introduce"                      | 2011 | Juicy J, Don Trip                        |
| "A Zip and a Double Cup"         | 2011 | Juicy J                                  |
| "Killa"                          | 2011 | Juicy J                                  |
| "Delete Em"                      | 2011 | Juicy J                                  |
| "Make It Happen"                 | 2011 | Juicy J, Casey veggies                   |
| "Money Balls"                    | 2011 | Juicy J                                  |
| "Got To Meet A G"                | 2011 | Juicy J                                  |
| "Oh Well"                        | 2011 | Juicy J, 2 Chainz                        |
| "Rockstar Stoned"                | 2011 | Juicy J                                  |
| "Met The Wrong Gun"              | 2011 | Juicy J                                  |
| "Stoners Nite"                   | 2011 | Juicy J                                  |
| "Geeked Up Off Them Bars"        | 2011 | Juicy J                                  |
| "Me"                             | 2011 | Juicy J                                  |
| "Make Money"                     | 2011 | Juicy J                                  |
| "I Don't Play With Guns"         | 2011 | Juicy J, Project Pat, Alley Boy          |
| "A Zip and a Double Cup" (Remix) | 2011 | Juicy J, 2 Chainz, Tha Joker             |
| "Get Higher"                     | 2011 | Juicy J, Kreayshawn                      |
| "Juicy J Can't"                  | 2011 | Juicy J                                  |
| "Get Rowdy"                      | 2011 | Drumma Boy, Young Buck, Juicy J          |
| "Deez Bitches Rollin"            | 2012 | Juicy J, Spaceghost Purrp, Speak!        |
| "Lucky Charm"                    | 2012 | Juicy J                                  |
| "Countin' Faces"                 | 2012 | Juicy J                                  |
| "Drugged Out"                    | 2012 | Juicy J                                  |
| "This Bitch By My Side"          | 2012 | Juicy J                                  |
| "Oh Gee La"                      | 2012 | Wiz Khalifa, Lola Monroe, Juicy J        |
| "My Favorite Song"               | 2012 | Wiz Khalifa, Juicy J                     |
| "Gotta New One"                  | 2012 | Juicy J                                  |
| "Been Gettin Money"              | 2012 | Juicy J                                  |
| "You Want Deez Rackz"            | 2012 | Juicy J                                  |
| "Errbody Wave"                   | 2012 | Juicy J                                  |
| "Won't Miss Ya"                  | 2012 | Juicy J                                  |
| "Riley"                          | 2012 | Juicy J                                  |
| "20 Zig Zags"                    | 2012 | Juicy J                                  |
| "Codeine Cups"                   | 2012 | Juicy J                                  |
| "Still Hustlin"                  | 2012 | Juicy J, Project Pat                     |
| "Bon Voyaje"                     | 2012 | Juicy J, Vali                            |